# Białczański Przechód
Białczański Przechód (słow. Bielovodský priechod, ok. 2040 m) – trawiasta przełączka we wschodnich stokach Żabiej Grani w Tatrach Słowackich. Stoki te tworzą zachodnie zbocza Doliny Żabiej Białczańskiej. Przełączka znajduje się pomiędzy Zadnią Białczańską Basztą (ok. 2105 m), a Białczańskim Chłopkiem (ok. 2045 m). Białczański Przechód stanowi część Białczańskiej Ławki – prawie poziomego trawnika w zachodnich zboczach Doliny Żabiej Białczańskiej.
Na Białczańskim Przechodzie rozgałęzia się 5 dróg wspinaczkowych. Jest to jednak zamknięty dla turystów i taterników obszar ochrony ścisłej Tatrzańskiego Parku Narodowego.